# Thomas Weissenböck
Thomas Weissenböck (* 4. März 1972 in Grieskirchen) ist ein ehemaliger österreichischer Fußballspieler und nunmehriger -trainer.

## Karriere

### Als Spieler
Als Aktiver spielte Weissenböck unter anderem für den SV Grieskirchen, für den er bis zu seinem Karriereende 2004 mindestens 74 Spiele in der OÖ Liga absolvierte.

### Als Trainer
2004 wurde Weissenböck Co-Trainer des Zweitligisten SV Ried, mit dem er 2005 in die Bundesliga aufsteigen konnte. Bei Ried fungierte er zudem als Trainer und Sportlicher Leiter in der AKA OÖ West, der Akademie der Rieder.
Nach dem Abgang von Helmut Kraft wurde Weissenböck im Oktober 2007 Cheftrainer der Rieder. Im April 2008 wurde er beurlaubt, Ried stand zu jenem Zeitpunkt auf dem siebten Tabellenplatz. Zur Saison 2008/09 wurde er allerdings wieder Trainer in der Akademie.
2010 wurde er Co-Trainer von Helmut Kraft beim LASK. In der Winterpause der Saison 2010/11 übernahm er die drittklassigen Amateure des LASK. Zur Saison 2011/12 wurde er Trainer des Zweitligisten FC Blau-Weiß Linz. Im September 2012 trennten sich die Linzer von Weissenböck; der Verein lag zu jenem Zeitpunkt auf dem Relegationsplatz.
Im Dezember 2012 übernahm er den Trainerposten beim viertklassigen SV Grieskirchen, bei dem er schon als Spieler aktiv gewesen war. Im Oktober 2013 trennte sich Grieskirchen von Weissenböck.
Im April 2014 kehrte er zur SV Ried zurück, wo er Trainer der Amateure wurde. Zur Saison 2016/17 wurde er zusätzlich Co-Trainer der Profis. Mit der SV Ried musste er zu Saisonende allerdings aus der Bundesliga absteigen. Zur Saison 2017/18 übernahm er den Posten des Nachwuchsleiters bei den Riedern.
Im April 2018 wurde er ein zweites Mal Cheftrainer der SV Ried. Im November 2018 trat er als Trainer zurück und übernahm wieder seinen vorherigen Posten.